# Nicole Bahls
Nicole Mariana Barbosa Bahls (Londrina, 15 de noviembre de 1985) es una modelo, actriz y presentadora de televisión brasileña.

## Carrera
Nicole Bahls saltó a la fama ganando un concurso de belleza organizado por Globo Esporte, llamado "Musa do Brasileirão", donde las mujeres representaban a un equipo de fútbol de Brasil. Nicole representó al equipo Paraná Clube. En 2010 realizó una sesión fotográfica de desnudos para la edición brasileña de la revista Playboy, apareciendo en la portada de la edición de octubre.
En abril de 2013, Bahls fue contratada por Band y se unió al programa de televisión Pânico na Band. Trabajó como miembro del elenco principal y se desempeñó como reportera para el programa, pero a principios de 2015 se confirmó su salida. El 29 de mayo de 2012 fue anunciada como una de las concursantes del programa de telerrealidad A Fazenda. Finalizó en el cuarto puesto, siendo derrotada por Viviane Araújo, ganadora del concurso.

## Filmografía

### Televisión
| Ano     | Título              | Ocupación                 | Nota                                       |
| ------- | ------------------- | ------------------------- | ------------------------------------------ |
| 2007    | Musa do Brasileirão | Participante              | Temporada 2                                |
| 2009–12 | Pânico na TV        | Panicat                   | Asistente de encena; Reportera             |
| 2012    | A Fazenda           | Participante (4.º lugar)  | Temporada 5                                |
| 2013    | Programa da Tarde   | Reportera                 |                                            |
| 2013–14 | Pânico na Band      | Reportera                 |                                            |
| 2015    | Corpo em Forma      | Presentadora              |                                            |
| 2016–18 | Ferdinando Show     | Asistente de encena       |                                            |
| 2017    | Vai que Cola        | Ella misma                | Episodio: "Quiero ser Nicole Bahls"        |
| 2017    | A Fazenda           | Participante (16.º lugar) | A Fazenda: Nueva oportunidad - Temporada 9 |
| 2018    | Dra. Darci          | Ella misma                | Episódio: "Aqui Nunca"                     |
| 2019    | Samantha!           | Ella misma                | Episódio: "2.1"                            |
| 2019    | Power Couple Brasil | Participante (Ganadora)   | Temporada 4                                |
| 2021    | Drag Me as a Queen  | Ella misma                | Temporada 3                                |
| 2025    | Dança dos Famosos   | Participante              | Temporada 22                               |

### Cine
| Ano  | Título         | Personaje |
| ---- | -------------- | --------- |
| 2015 | Superpai       | Carla     |
| 2019 | Correndo Atrás | Kátia     |

### Internet
| Ano  | Título            | Ocupación  | Nota         |
| ---- | ----------------- | ---------- | ------------ |
| 2021 | Ilhados com Beats | Ella misma | Reality Show |

### Videoclips
| Ano  | Título                 | Artista             |
| ---- | ---------------------- | ------------------- |
| 2007 | "Desatino"             | Daniel              |
| 2012 | "Não Foge"             | Marcos e Claudio    |
| 2013 | "Pegada Panicat"       | Diego Moraes        |
| 2013 | "Soltinha"             | MC Bola e Mr. Catra |
| 2013 | "Vai Na Frente"        | Rick Ribeiro        |
| 2014 | "Saudades da Minha Ex" | MC Maneirinho       |
| 2015 | "Devagarinho"          | Parangolé           |
| 2017 | "Ponto Fraco"          | MC Fabinho          |
| 2017 | "Me Tira Desse Bar"    | Elaine Cés          |
| 2019 | "Nicole Bahls"         | Recayd Mob          |

## Teatro
| Ano  | Título                             | Personaje |
| ---- | ---------------------------------- | --------- |
| 2018 | Paixão de Cristo de Nova Jerusalém | Herodías  |